# Halloween (film 2007)
Halloween – amerykański film grozy (slasher) z 2007 roku, napisany i wyreżyserowany przez muzyka rockowego Roba Zombie. Jest to remake, a zarazem reboot kultowego horroru Johna Carpentera Halloween (1978), w sumie dziewiąty element serii o tym samym tytule. Swoją światową premierę film miał 31 sierpnia 2007, w polskich kinach pojawił się zaś dwa miesiące później, w święto Halloween. W horrorze w głównych rolach wystąpili: nominowany do Złotego Globu Malcolm McDowell, Scout Taylor-Compton, Brad Dourif, Danielle Harris, Sheri Moon Zombie oraz Tyler Mane. Fabuła imituje, lecz w znacznej mierze przetwarza treść klasyku Carpentera − psychopatyczny Michael Myers morduje własną rodzinę i trafia do szpitala psychiatrycznego; po piętnastu latach ucieka, by odnaleźć i zabić swoją siostrę, Laurie Strode. Pomimo podobieństw fabularnych, wizja Roba Zombie pełna jest postaci nieobecnych w oryginalnym Halloween.
W 2009 roku na ekranach ogólnoświatowych kin zadebiutował sequel filmu – Halloween II, także w reżyserii Roba Zombie. Swoją rolę w filmie powtórzył Tyler Mane jako Michael Myers.

## Fabuła
Haddonfield, stan Illinois, noc Halloween. Dziesięcioletni Michael Myers, przejawiający skłonności sadystyczne, w okrutny sposób morduje partnera swojej matki Ronniego, swoją siedemnastoletnią siostrę Judith i jej chłopaka Steve’a. Jeszcze przedtem szkolny rówieśnik Michaela Wesley ginie, zatłuczony przez niego kijem na śmierć. Po długim procesie Myers zostaje okrzyknięty winnym czterech morderstw pierwszego stopnia i zostaje przewieziony do szpitala psychiatrycznego w Smith’s Glove. Michael współpracuje z psychiatrą doktorem Samuelem Loomisem, który stara się zatrzeć w nim wspomnienie dokonanych czynów. W klinice syna regularnie odwiedza matka Michaela, prostytutka Deborah Myers. Po roku Michael znajduje pasję w tworzeniu masek z papier-mâché, a zajęcie izoluje go od wszystkich, nawet od własnej matki. Kiedy podczas jednej z jej wizyt, Michael morduje pielęgniarkę, kobieta nie może dłużej znieść sytuacji i popełnia samobójstwo. W ciągu następnych piętnastu lat Michael zatraca się całkowicie w sporządzaniu swoich masek i nie utrzymuje kontaktu z nikim. Gdy doktor Loomis rezygnuje z terapii Michaela, psychopacie udaje się uciec z kliniki. Myers zabija ochronę instytutu, a następnie kierowcę ciężarówki, któremu zabiera ubrania i samochód. Zbliża się święto halloween, więc Michael przyjeżdża do Haddonfield, by odnaleźć swoją młodszą siostrę, Laurie Strode. Osiedla się w swoim dawnym, obecnie opuszczonym domu.
Następnego dnia, w halloweenowy wieczór, nastoletnia Laurie wybiera się do rezydencji Doyle’ów, by pilnować ich syna Tommy’ego. Gdy opuszcza dom, zjawia się w nim Myers, który morduje jej rodziców. Przyjaciółka Laurie z liceum, Lynda Van Der Klok, umawia się ze swoim chłopakiem Bobem w rodzinnym domu Michaela; tutaj też Bob zostaje zadźgany, a Lynda uduszona. Loomis, powiadomiony o ucieczce Michaela, pojawia się w Haddonfield, by go odnaleźć. Inna opiekunka, druga ze szkolnych przyjaciółek Laurie, Annie Brackett, prosi koleżankę, by ta zajęła się małą Lindsey Wallace i sama spotyka się w domu Wallace’ów ze swoim partnerem Paulem. Gdy para uprawia seks, pojawia się Michael, który morduje Paula i atakuje Annie. W domu Wallace’ów pojawiają się Lindsey i Laurie. Znajdują Annie, krwawiącą na podłodze. Laurie nakazuje Lindsey wrócić do Tommy’ego i dzwoni na policję. Zostaje zaatakowana przez Myersa, który goni ją aż do rezydencji Doyle’ów. Gdy policjanci zjawiają się na miejscu, zostają zabici przez Michaela, który następnie porywa Laurie i zabiera ją z powrotem do swojej posiadłości. Laurie budzi się wkrótce później w jednym z pokoi; Michael usiłuje wytłumaczyć jej, że jest jego siostrą. Ta jednak dźga go jego własnym nożem i zaczyna uciekać. Myers goni ją, lecz niespodziewanie zostaje postrzelony przez Loomisa, który nagle pojawia się w posiadłości. Laurie i Loomis opuszczają dom, gdy Michael rzuca się nagle na dziewczynę. Loomis interweniuje, lecz ulega sile Michaela. Laurie biegnie na piętro, a Michael podąża za nią. Podczas walki para wypada przez okno i ląduje w ogrodowym basenie. Znalazłszy pistolet doktora, Laurie strzela do Michaela.

## Obsada
- Malcolm McDowell – dr Samuel Loomis
- Scout Taylor-Compton – Laurie Strode / „Boo” Myers
  - Sydnie Pitzer, Myla Pitzer, Stella Altman – niemowlęca Laurie
- Tyler Mane – Michael Myers
  - Daeg Faerch – dziesięcioletni Michael Myers
- Sheri Moon Zombie – Deborah Myers
- Brad Dourif – szeryf Lee Brackett
- Danielle Harris – Annie Brackett
- Kristina Klebe – Lynda Van Der Klok
- Skyler Gisondo − Tommy Doyle
- Jenny Gregg Stewart − Lindsey Wallace
- Dee Wallace – Cynthia Strode
- Pat Skipper – Mason Strode
- Max Van Ville − Paul
- Nick Mennell − Bob Simms
- Richmond Arquette − zastępca szeryfa Charles
- Paul Kampf − offcer Lowery
- Udo Kier – Morgan Walker
- Clint Howard − doktor Koplenson
- Danny Trejo – Ismael Cruz
- Sid Haig – Chester Chesterfield
- William Forsythe – Ronnie White
- Hanna R. Hall – Judith Myers
- Adam Weisman − Steve Haley
- Daryl Sabara − Wesley Rhoades
- Richard Lynch − dyrektor Chambers
- Ken Foree − „Big Joe” Grizzly
- Tom Towles – Larry Redgrave (wersja oryginalna)
- Bill Moseley – Zach „Z-Man” Garrett (wersja oryginalna)
- Leslie Easterbrook – Patty Frost (wersja oryginalna)
- Steve Boyles – Stan Payne (wersja oryginalna)
- Lew Temple – Noel
- Courtney Gains – Kendall (wersja reżyserska)
- Olja Hrustic – pacjentka psychiatryka (wersja reżyserska)
- Sybil Danning − pielegniarka Wynn

## Opinie
Stephen King uznał Halloween za „znakomity reboot”.

### Recenzje
Film zebrał mieszane recenzje. Reżyseria Rob Zombie została przychylne oceniona, a filmoznawcy chwalili odwagę twórcy w konfrontacji z klasycznym oryginałem. Z bardzo dobrym odbiorem spotkał się występ Malcolma McDowella, a rolę doktora Samuela Loomisa określano nawet mianem najlepszej w jego karierze.
Jedną z bardziej entuzjastycznych opinii przejawił dziennikarz współpracujący z tygodnikiem LA Weekly: „Choć straszliwy, nowy Halloween bardziej niż horror, jawi się jako film biograficzny. I to znakomity”. W rozległej recenzji dla serwisu internetowego stopklatka.pl pamflecista Krzysztof Spór napisał: „Wśród licznych filmowych horrorów, które w ostatnich latach nawiedziły nasze kina, nowa wersja Halloween wydaje się pozycją pod wieloma względami najlepszą. Duża w tym zasługa reżyser Roba Zombie, który podszedł do tematu odważnie, wiedząc przecież, że mierzy się z legendą. (...) Na reżysera (...) wybrano twórcę, którego poprzednie horrory wzbudziły sporo emocji. (...) Jego filmy to majstersztyki wizualnej obrzydliwości, które na ekranie prezentują się świetnie. Podobnie jest i tym razem... Nowe Halloween nie idzie w kierunku kubłów czerwonej farby. Co prawda krwawych łaźni nie brakuje, ale nie dominują one na ekranie. Reżyser świetnie operuje nastrojem, muzycznymi dźwiękami (rodem z wczesnych filmów Johna Carpentera – twórcy notabene pierwszych oryginalnych Halloweenów) i przede wszystkim światłem oraz zdjęciami, które wspólnie trzymają widza w niesłabnącym napięciu.” Jack Matthews (New York Daily News) stwierdził, że filmowi brakuje napięcia i szczerego strachu, a reżyser brak klimatu usiłował nadrobić „tanim szokiem” i licznymi obrazami przemocy.